# Aba Gohberg
Aba Gohberg (în rusă Аба Гохберг; n. 1920, Lăpușna, raionul Hîncești, Republica Moldova – d. 1996, Israel) a fost un evreu basarabean, om de știință în domeniul vinificației și viticulturii și doctor în științe economice sovietic moldovean. A fost decorat „Vinificator emerit” al RSS Moldovenească (1970). A fost directorul Institutului de Cercetare pentru Viticultură și Vinificație din RSSM (1978-1991).

## Biografie
S-a născut în satul Lăpușna din județul Lăpușna, Basarabia (România interbelică), în familia unui negustor de vin, a absolvit școala în localitatea natală și o școală de viticultură în satul Cupcui. A fost recrutat în Armata Roșie în mai 1941, iar odată cu începutul celui de-Al Doilea Război Mondial, a fost trimis pe front ca parte a Regimentului 533 Infanterie al Frontului de Sud. În august 1941, a fost rănit în bătăliile de lângă Zaporojie, a fost tratat într-un spital din Ceboksarî, după care a lucrat în locuri de muncă auxiliară la o fermă de cereale din RSS Uzbekă. La începutul anului 1944, a fost din nou trimis pe front ca operator de radio al diviziei a treia al regimentului 292-a de artilerie, a luptat în Estonia, Polonia, Cehoslovacia, Ungaria și Germania. După demobilizare, a lucrat ca maistru al unui departament al fermei de stat din satul Șișcani, din 1951, ca director al unei fabrici de vin din Nisporeni.
A absolvit al Facultatea de Viticultură și Vinificație a Institutului Agricol din Chișinău. În anii 1962-1978 a condus complexul agroindustrial din Kotovsk (Hîncești), după care a fost numit director al asociației de cercetare și producție „Vierul” înființată în 1978 la Costiujeni, care include Institutul de Cercetare pentru Viticultură și Vinificație din RSSM. Institutul deținea 17 mii de hectare de teren agricol, inclusiv 4,4 mii de hectare de podgorii, peste o mie de hectare de „plante-mamă” de struguri.
În 1975 și-a susținut teza de doctorat pe tema „Creșterea eficienței economice a producției și îmbunătățirea relațiilor sociale în mediul rural în condițiile asociațiilor agroindustriale”. În 1986 a susținut a doua teza de doctorat în economie pe tema „Probleme economice de formare și funcționare a asociațiilor de cercetare și producție”. A fost membru al Comisiei GOST a URSS pentru plantarea strugurilor.
În ultimii ani a emigrat în Israel, unde a murit în 1996. O stradă din orașul Codru (municipiul Chișinău) este numită în cinstea viticultorului. A fost distins cu: 2 Ordine Lenin, Ordinul Revoluției din Octombrie și decorații militare (Ordinul războiului patriotic de gradul II, medalia „Pentru curaj”).

## Activitatea de cercetare
A efectuat un set de lucrări științifice pentru extinderea pepinierelor soiurilor de struguri europene Pinot noir și Chardonnay, a introdus producția de vinuri de elită. Un institut de selecție și un muzeu al strugurilor și vinului au fost organizate la institut. Din 1991 a condus întreprinderea comună științifico-cooperativă moldo-germană „Universal”, care se ocupa de problemele vinificării în Moldova.
Lucrările sale științifice sunt dedicate organizării, managementului și problemelor economice ale întreprinderilor de cercetare și producție, problemelor organizaționale ale viticulturii și vinificației (creșterea soiurilor de struguri productivi, îmbunătățirea tehnologiei de creștere a strugurilor, proiectarea mașinilor pentru podgorii). A fost autor al unor invenții în domeniul tehnologiei agricole.